# Aurora (tỉnh)
Aurora là một tỉnh của Philippines thuộc vùng Trung Luzon. Tỉnh lỵ là Baler. Theo chiều kim đồng hồ từ phía nam, tỉnh lần lượt giáp với các tỉnh là Quezon, Bulacan, Nueva Vizcaya, Quirino và Isabela. Phía đông của tỉnh là biển Philippines.
Trước năm 1979, Aurora là một phần của tỉnh Quezon. Tên của tỉnh được đặt theo Aurora A. Quezon, phu nhân của Tổng thống Manuel L. Quezon, một vị tổng thống của Thịnh vượng chung Philippines

## Nhân khẩu
Thành phần dân cư chính ở Aurora là những dân tộc theo Công giáo sống ở vùng thấp, chủ yếu là người Tagalog ở khu vực phía nam tỉnh lỵ Baler và người Ilokano sống ở khu vực ở phía bắc tỉnh lỵ. Ngoài ra còn có một số người Kapampangan sống ở tỉnh lỵ
Cũng có một số nhóm bộ tộc Negritos, được gọi là người Dumagat. Hầu hết người Dumagat sống ở vùng đồi núi. Họ được cho là kết quả của quá trình hỗn chủng giữa các nhóm tổ tiên người Nam Đảo và người Melanesia và đã sống sót bởi đánh cá và săn bắn. Có 3 nhóm người Dumagat ở tỉnh Aurora là Umiray Dumagat, Casiguran Dumagat và Palanan Dumagat. Cả ba đều đã có những quyển kinh thánh được dịch sang ngôn ngữ của họ.

## Kinh tế
Ngô và lúa gạo là các sản phẩm ngũ cốc chính được trồng ở Aurora.

## Hành chính
Tỉnh được chia thành 8 đô thị tự trị:
- Baler
- Casiguran
- Dilasag
- Dinalungan
- Dingalan
- Dipaculao
- Maria Aurora
- Saint Luis

## Lịch sử
Năm 1572, nhà thám hiểm người Tây Ban Nha Juan de Salcedo trở thành người châu Âu đầu tiên thăm khu vực mà nay gọi là Aurora khi ông khám phá vùng bờ biển phí bắc của Luzon. Theo tường trình của mình, ông đã đi thăm các thị trấn ở Casiguran, Baler, Infanta
Vào thời kỳ đầu của giai đoạn thực dân Tây Ban Nha, Aurora có quan hệ với giáo hội ở Infanta, nay ở khu vực khá xa về phía nam thuộc phái bắc tỉnh Quezon. Hội truyền giáo sớm nhất trong tỉnh là các thầy tu dòng Fran-xít, là dòng đã thiết lập việc truyền đạo ở Baler và Casiguran vào năm 1609.
Trong các thời kỳ lịch sử đầu tiên, Aurora liên hệ với tỉnh Quezon. Auroratrở thành một phó tỉnh của Quezon vào năm 1951 và trở thành một tỉnh riêng dưới thời kỳ Tổng thống Ferdinand E. Marcos ngày 13/08/1979